# Solarstone
Solarstone (auch Solar Stone; bürgerlich Richard Mowatt) ist ein britischer Trance-DJ und -Produzent aus Birmingham. Das Musikprojekt, das ursprünglich zu dritt gegründet wurde, ist auch unter den Pseudonymen Young Parisians, Liquid State und Z2 bekannt.

## Biographie
Das Musikprojekt Solarstone wurde 1997 in Birmingham von Richard Mowatt, Andy Bury und Sam Tierney gegründet. Das Trio war bereits seit 1994 unter dem Pseudonym The Space Kittens bekannt. Sam Tierney verließ die Gruppe aber im Jahr 1997 und aufgrund unterschiedlichen Entwicklungsrichtungen verließ im Jahr 2006 auch Andy Bury das Musikprojekt. 
Solarstone erreichte mit drei Singles die UK-Singles-Charts. Am erfolgreichsten war die Single „Seven Cities“, die 1999 Platz 39 erreichte. Der Song war einer der ersten Vertreter des Balearic Trance und wurde 3 Mal wiederveröffentlicht. Der Song wurde über 500.000 Mal verkauft.
2003 und 2004 hatte Solarstone eine Kooperation mit Scott Bond und veröffentlichte zusammen die drei Singles "3rd Earth", "Naked Angel" und "Red Line Highway". Das Debütalbum AnthologyOne wurde 2006 veröffentlicht. Im Jahr 2008 erschien das zweite Studioalbum Rain Stars Eternal.
Solarstone hat auch einige erfolgreiche Remixe produziert, unter anderem von Paul Oakenfold, Matt Darey und Ferry Corsten.

## Podcast
Zusammen mit dem Trance-DJ Robbie Nelson produziert Richard Mowatt seit 2004 die Solaris International Radio Show, die auf diversen Webradios gesendet wird. In den ersten Jahren erschien sie unregelmäßig und war eine Mischung aus Interviews und Neuvorstellungen, seit Dezember 2006 (Folge 33) erscheint sie als wöchentlicher, zweistündiger Podcast. Sie wird abwechselnd von Nelson und Mowatt moderiert und enthält neue Tracks und Remixe, einen etwa halbstündigen Gast-DJ-Mix und seit gut 3 Jahren regelmäßig mindestens einen klassischen Trancetrack aus den späten 1990er bis 2000er Jahren. Die Musikauswahl wird zunehmend von Mitgliedern des Sozialen Netzwerk Solarswarm, das von Mowatt gegründet wurde, durch Vorschläge beeinflusst. Am 14. März 2011 wurde die 250. Folge veröffentlicht.

## Diskografie

### Alben
- AnthologyOne (2006)
- Rain Stars Eternal (2008)
- Touchstone (2010)
- Pure (2012)
- .---- (2017)
- . . - - -  (2018)
- . . . - - (2019)

### Singles
- 1997: The Calling
- 1998: The Impressions (EP)
- 1999: Seven Cities
- 2001: Speak in Sympathy (feat. Elizabeth Fields)
- 2002: Release / Destination (vs. Sirocco)
- 2003: Solarcoaster
- 2003: 3rd Earth (mit Scott Bond)
- 2003: Naked Angel (mit Scott Bond)
- 2004: Red Line Highway (mit Scott Bond)
- 2005: Eastern Sea
- 2006: Like a Waterfall (feat. Jes Brieden)
- 2007: The Calling 2007
- 2007: Late Summer Fields (mit Alucard)
- 2008: Slowmotion (mit Orkidea)
- 2008: Rain Stars Eternal
- 2008: 4Ever
- 2008: Spectrum
- 2009: Lunar Rings (feat. Essence)
- 2009: Part of Me (feat. Elizabeth Fields)
- 2009: Late Summer Fields (mit Alucard)
- 2010: Slowmotion (mit Orkidea)
- 2010: Touchstone
- 2010: Electric Love (feat. Bill McGruddy)
- 2011: Is There Anyone Out There (feat. Bill McGruddy)
- 2011: Big Wheel
- 2011: Zeitgeist (mit Orkidea)
- 2012: Pure

### Remixe (Auswahl)
- 1997: Energy 52 – Café Del Mar
- 1997: Chakra – Home
- 1998: Dominion – 11 hours
- 1999: Matt Darey – From Russia With Love
- 2000: Moonman – Galaxia
- 2000: Planet Perfecto – Bullet in the Gun 2000
- 2000: Cygnus X – Orange Theme
- 2001: Jan Johnston – Silent Words
- 2002: Paul Oakenfold – Southern Sun
- 2004: Filo and Peri pres. Whirlpool – Under the Sun
- 2004: Sarah McLachlan – World on Fire
- 2008: Radiohead – House of Cards
- 2009: Ferry Corsten – Gabriellas Sky